# Noisseville
Noisseville est une commune française située dans le département de la Moselle en région Grand Est.

## Géographie

### Localisation

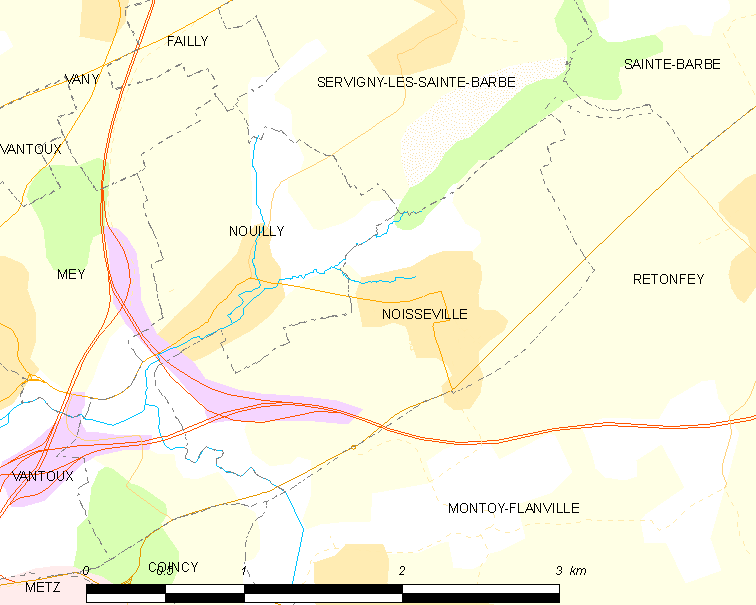
Noisseville et les communes limitrophes.

Le village de Noisseville se trouve à dix kilomètres à l’est de Metz, à un kilomètre et demi à l’ouest de Retonfey et à 500 mètres de Nouilly. Au sud-est du village se trouve le lieu-dit de Lauvallières qui possède une petite zone industrielle.
Entre les deux, la commune est traversée par l'autoroute de l'Est (A4), auquel s'y connecte l'A314 venant de Metz.

### Communes limitrophes
| Nouilly | Servigny-lès-Sainte-Barbe | Retonfey                  |
| Nouilly | Noisseville               | Retonfey                  |
| Nouilly | Montoy-Flanville          | Retonfey Montoy-Flanville |

### Hydrographie
La commune est située dans le bassin versant du Rhin au sein du bassin Rhin-Meuse. Elle est drainée par le ruisseau de Vallieres, le ruisseau de Dame Jeannette et le ruisseau de Quarante.
Le ruisseau de Vallieres, d'une longueur totale de 14 km, prend sa source dans la commune de Glatigny et se jette  dans un bras mort de la Moselle à Saint-Julien-lès-Metz en limite avec Metz, après avoir traversé neuf communes.

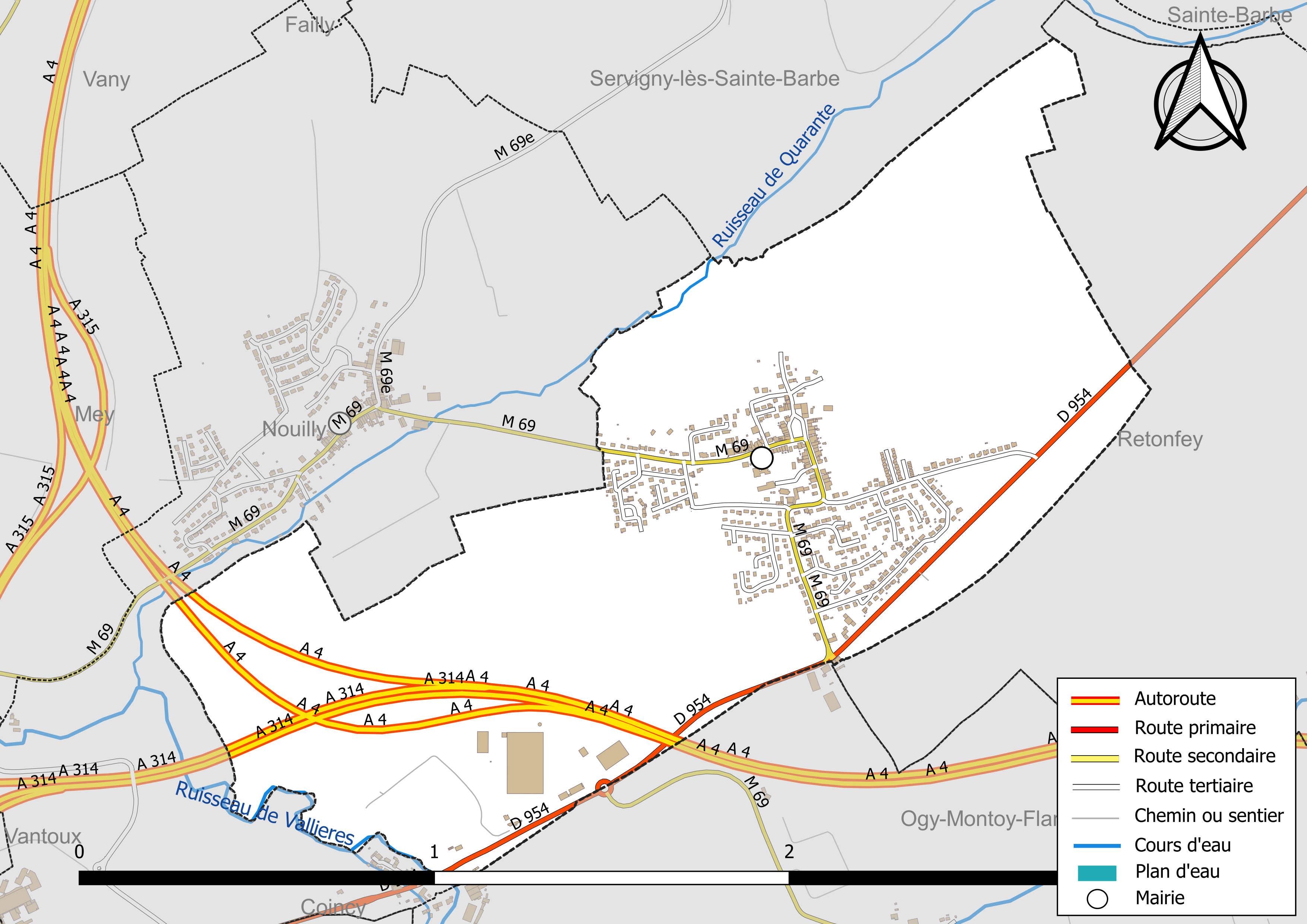
Réseaux hydrographique et routier de Noisseville.

La qualité des eaux des principaux cours d’eau de la commune, notamment du ruisseau de Vallières, peut être consultée sur un site dédié géré par les agences de l’eau et l’Agence française pour la biodiversité.

### Climat
Pour des articles plus généraux, voir Climat du Grand Est et Climat de la Moselle.
En 2010, le climat de la commune est de type climat des marges montargnardes, selon une étude du Centre national de la recherche scientifique s'appuyant sur une série de données couvrant la période 1971-2000. En 2020, Météo-France publie une typologie des climats de la France métropolitaine dans laquelle la commune est exposée à un climat semi-continental et est dans la région climatique  Lorraine, plateau de Langres, Morvan, caractérisée par un hiver rude (1,5 °C), des vents modérés et des brouillards fréquents en automne et hiver. 
Pour la période 1971-2000, la température annuelle moyenne est de 9,7 °C, avec une amplitude thermique annuelle de 16,8 °C. Le cumul annuel moyen de précipitations est de 791 mm, avec 12 jours de précipitations en janvier et 8,9 jours en juillet. Pour la période 1991-2020, la température moyenne annuelle observée sur la station météorologique de Météo-France la plus proche, « Metz-Frescaty », sur la commune d'Augny à 14 km à vol d'oiseau, est de 11,1 °C et le cumul annuel moyen de précipitations est de 713,5 mm. 
La température maximale relevée sur cette station est de 39,7 °C, atteinte le 25 juillet 2019 ; la température minimale est de −23,2 °C, atteinte le 17 février 1956,,. 
Les paramètres climatiques de la commune ont été estimés pour le milieu du siècle (2041-2070) selon différents scénarios d'émission de gaz à effet de serre à partir des nouvelles projections climatiques de référence DRIAS-2020. Ils sont consultables sur un site dédié publié par Météo-France en novembre 2022.

## Urbanisme

### Typologie
Au 1er janvier 2024, Noisseville est catégorisée bourg rural, selon la nouvelle grille communale de densité à sept niveaux définie par l'Insee en 2022.
Elle est située hors unité urbaine. Par ailleurs la commune fait partie de l'aire d'attraction de Metz, dont elle est une commune de la couronne,. Cette aire, qui regroupe 245 communes, est catégorisée dans les aires de 200 000 à moins de 700 000 habitants,.

### Occupation des sols
L'occupation des sols de la commune, telle qu'elle ressort de la base de données européenne d’occupation biophysique des sols Corine Land Cover (CLC), est marquée par l'importance des territoires agricoles (72 % en 2018), en diminution par rapport à 1990 (73,2 %). La répartition détaillée en 2018 est la suivante : 
terres arables (57,9 %), zones urbanisées (19,5 %), prairies (14,1 %), zones industrielles ou commerciales et réseaux de communication (7,7 %), forêts (0,9 %). L'évolution de l’occupation des sols de la commune et de ses infrastructures peut être observée sur les différentes représentations cartographiques du territoire : la carte de Cassini (XVIIIe siècle), la carte d'état-major (1820-1866) et les cartes ou photos aériennes de l'IGN pour la période actuelle (1950 à aujourd'hui).

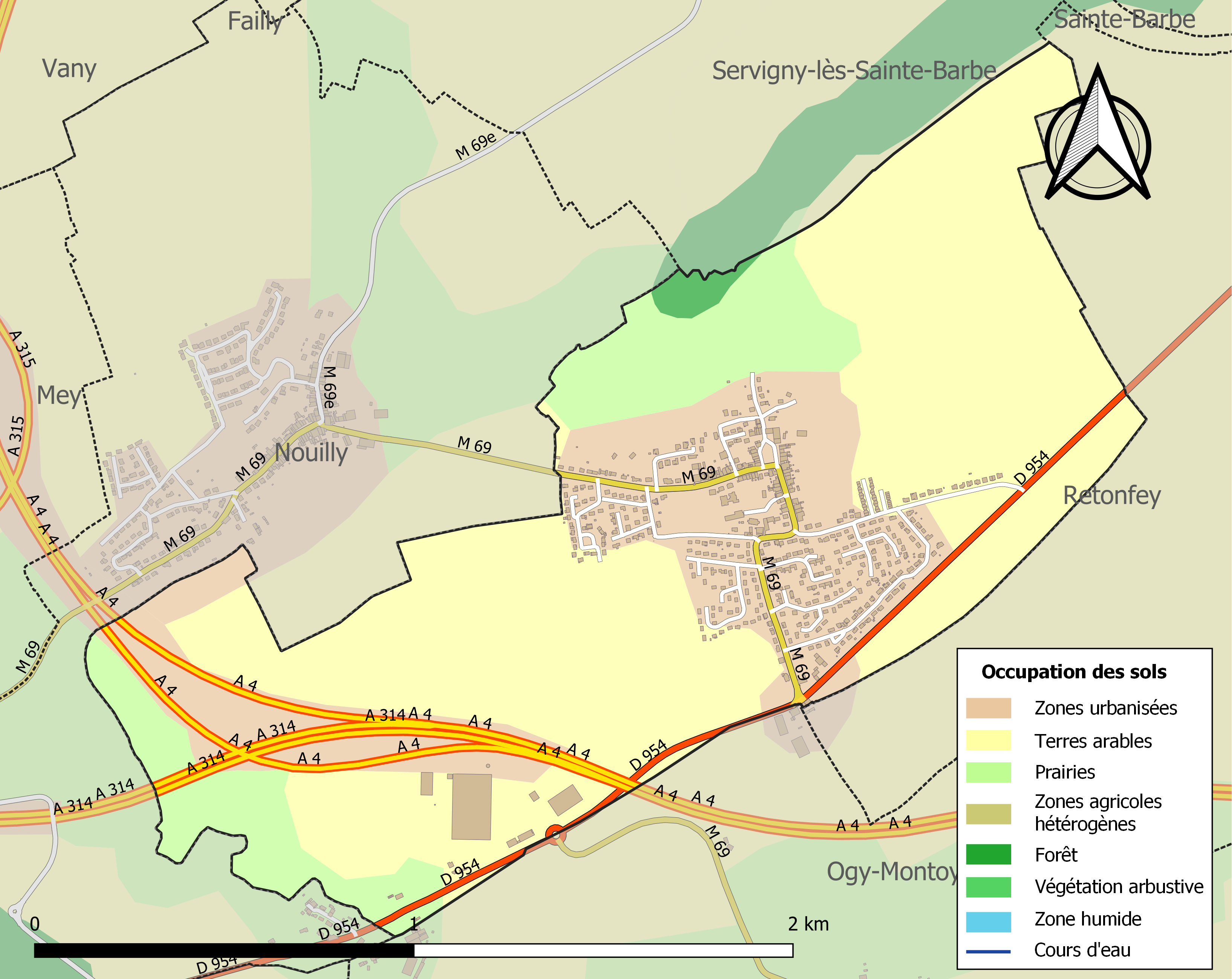
Carte des infrastructures et de l'occupation des sols de la commune en 2018 (CLC).

## Toponymie
Évolution du nom de Noisseville (date des documents dans lesquels le nom apparaît) :
- 1160 : Noacivilla
- 1277 : Noussiville
- 1280 : Noasseville et Nowasseville
- 1300 : Nouwesville et  Noiewesseville
- 1312 : Nowesseville
- 1367 : Nouvesville
- 1404 : Nowesseville
- 1514 : Noesvilla
- 1762 : Noiseuville
- 1779 : Noizeville
- 1871-1918 : Noisseville[14]
- 1940-1944 :  Neußenheim
- en patois Noessefelle[15],[16].

## Histoire
Ancien domaine épiscopal dans le pays messin : Haut Chemin, siège d'un archiprêtré.
Tenu en fief par les grandes familles messines.
Le 31 août 1870 a lieu la célèbre bataille de Noisseville. À la suite de la défaite française contre les Allemands en 1871, le village fut annexé entre 1871 et 1914 à l'Allemagne. Cette époque bouleversa à jamais la population d'Alsace et de Moselle. Le 4 octobre 1908, un rassemblement des habitants de Noisseville chanta la Marseillaise devant les chefs allemands pour montrer leur résistance.

## Politique et administration
| Période                                  | Période      | Identité          | Étiquette | Qualité |
| ---------------------------------------- | ------------ | ----------------- | --------- | ------- |
| Les données manquantes sont à compléter. |              |                   |           |         |
| mars 1971                                | janvier 1994 | François Breck    |           |         |
| janvier 1994                             | mars 2001    | Albert Grégoire   |           |         |
| mars 2001                                | mars 2008    | Gérard Lejealle   | UMP       |         |
| mars 2008                                | mai 2020     | Huguette Fouligny | DVG       |         |
| mai 2020                                 | En cours     | Armelle Huet      |           |         |

## Population et société

### Démographie
On dénombrait 36 foyers en 1789. L'évolution du nombre d'habitants est connue à travers les recensements de la population effectués dans la commune depuis 1793. Pour les communes de moins de 10 000 habitants, une enquête de recensement portant sur toute la population est réalisée tous les cinq ans, les populations de référence des années intermédiaires étant quant à elles estimées par interpolation ou extrapolation. Pour la commune, le premier recensement exhaustif entrant dans le cadre du nouveau dispositif a été réalisé en 2008.
En 2022, la commune comptait 1 103 habitants, en évolution de +8,24 % par rapport à 2016 (Moselle : +0,52 %, France hors Mayotte : +2,11 %).
| 1793 | 1800 | 1806 | 1821 | 1831 | 1836 | 1841 | 1861 | 1866 |
| ---- | ---- | ---- | ---- | ---- | ---- | ---- | ---- | ---- |
| 186  | 166  | 177  | 201  | 256  | 268  | 267  | 270  | 270  |

| 1871 | 1875 | 1880 | 1885 | 1890 | 1895 | 1900 | 1905 | 1910 |
| ---- | ---- | ---- | ---- | ---- | ---- | ---- | ---- | ---- |
| 219  | 221  | 205  | 199  | 189  | 211  | 212  | 213  | 219  |

| 1921 | 1926 | 1931 | 1936 | 1946 | 1954 | 1962 | 1968 | 1975 |
| ---- | ---- | ---- | ---- | ---- | ---- | ---- | ---- | ---- |
| 158  | 165  | 194  | 178  | 194  | 189  | 195  | 232  | 525  |

| 1982 | 1990  | 1999 | 2006 | 2008  | 2013  | 2018  | 2022  | - |
| ---- | ----- | ---- | ---- | ----- | ----- | ----- | ----- | - |
| 956  | 1 010 | 933  | 990  | 1 006 | 1 017 | 1 042 | 1 103 | - |

## Vie locale

### Sports
Noisseville a un club de football qui regroupe Noisseville, Retonfey et Montoy-Flanville : le F.C. ReNoM. Ses couleurs sont le noir et le rouge. Les seniors sont déjà montés en première division de district.

### Folklore
Les habitants étaient surnommés les langes et les ouettes fesses (sales fesses).

## Culture locale et patrimoine

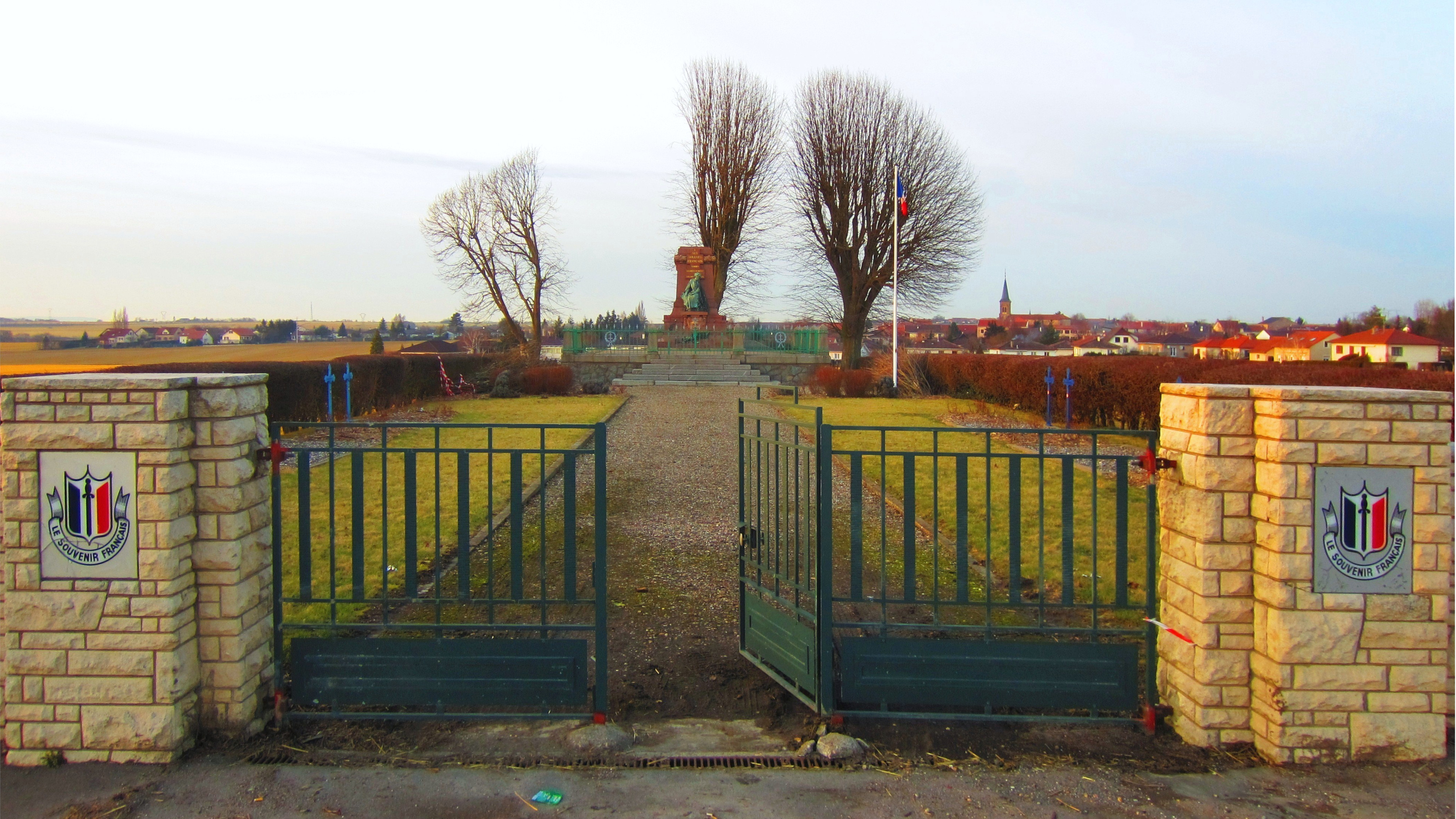
Souvenir Français.

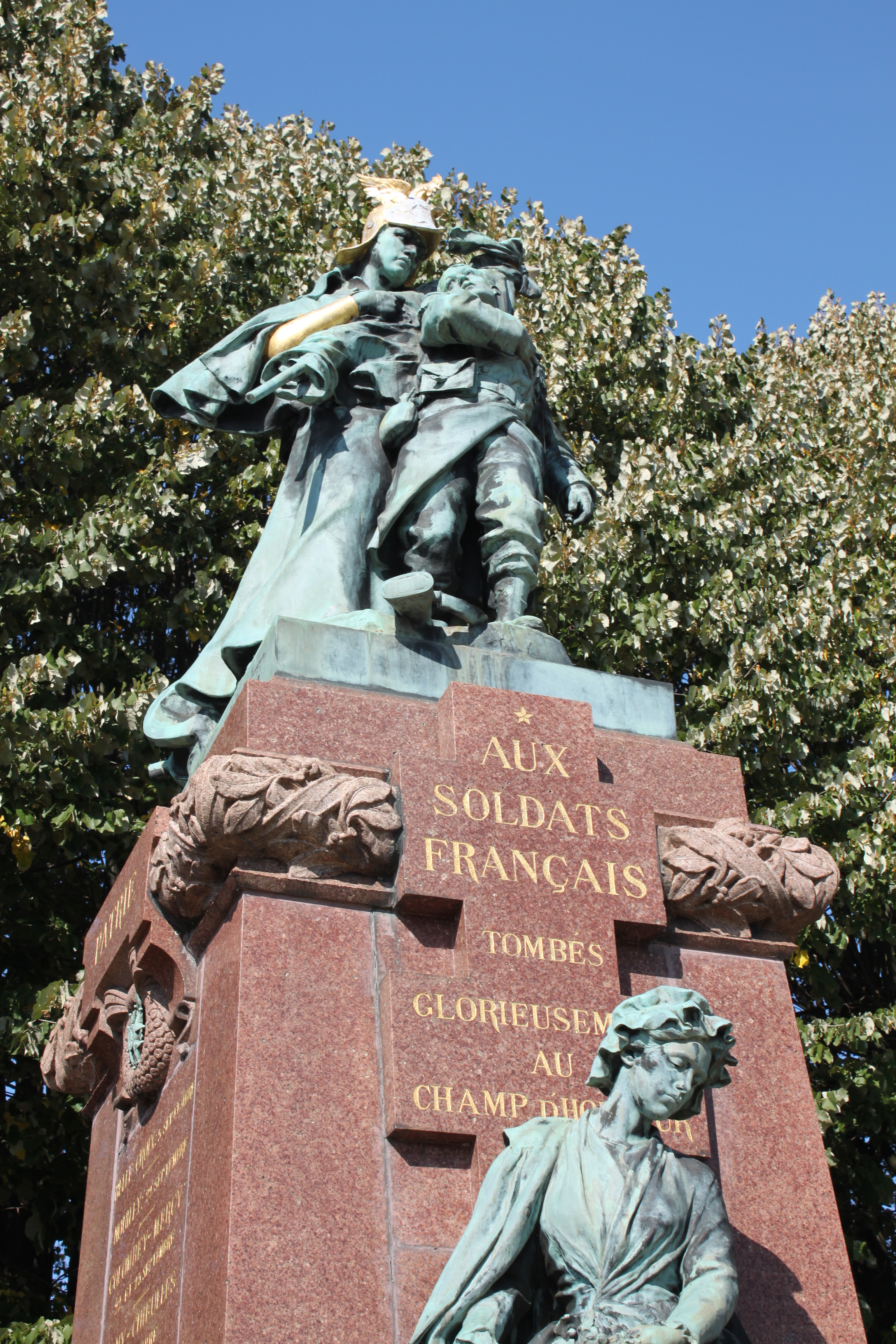
Monument du Souvenir Français.

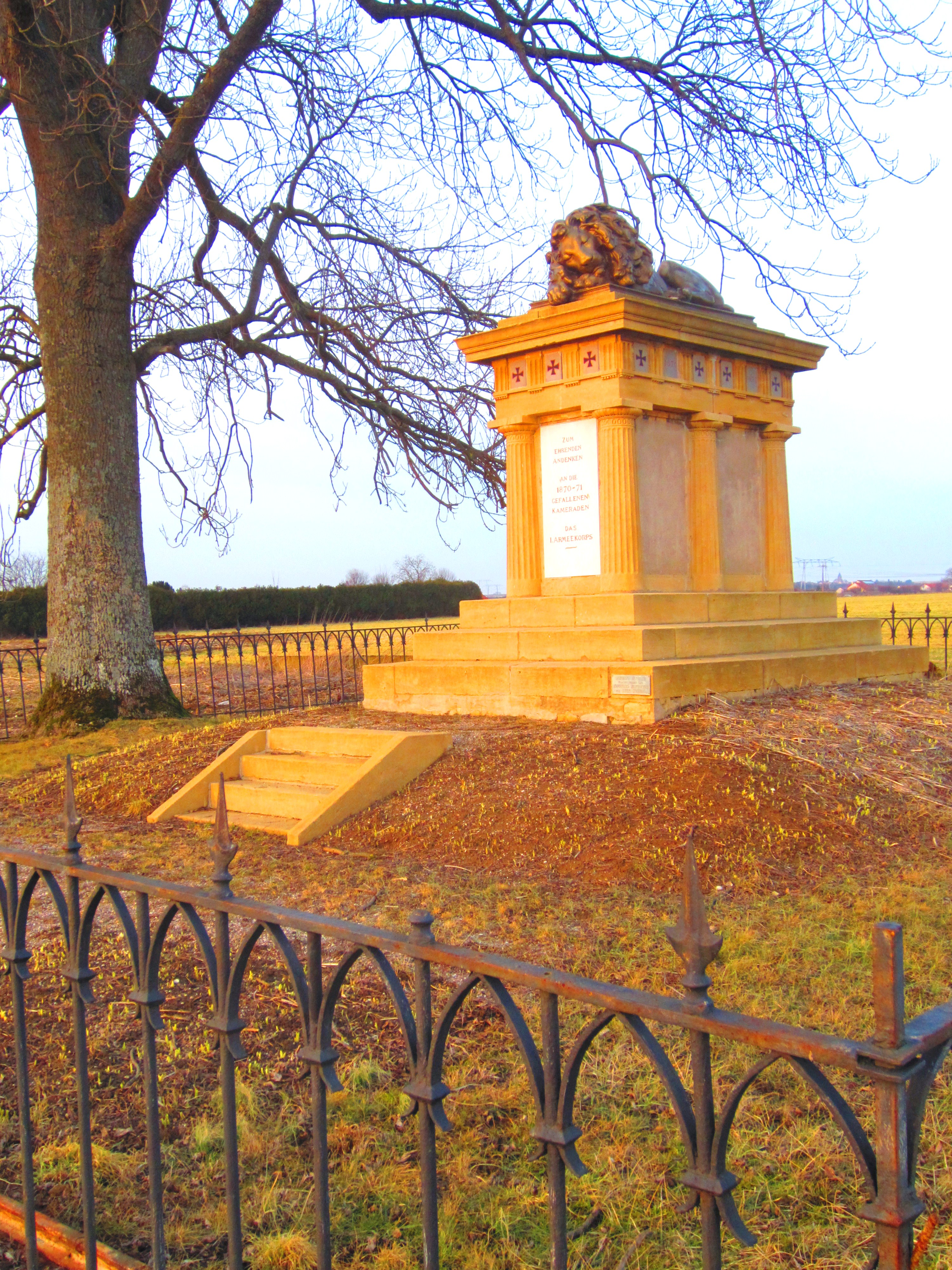
Lion de Retonfey.

### Lieux et monuments
- Passage d'une voie romaine.
- Église romane de la Translation-de-Saint-Étienne, partiellement rebâtie en 1850 possède un chœur du début du XIIIe siècle, une abside en cul-de-four. Ses nefs sont couvertes d'une charpente en chêne.
- Maisons XVIe siècle, XVIIe siècle, XVIIIe siècle
- Le lion de Retonfey à la jonction entre les communes de Noisseville, Retonfey et Montoy-Flanville. Rend hommage aux soldats allemands morts au combat.
- Souvenir Français : un monument, œuvre du sculpteur Emmanuel Hannaux (1855-1934), a été érigé puis inauguré en 1908 par les habitants de la région pour « se souvenir d'avoir été Français » et cela en présence de soldats allemands. Une cérémonie commémorative a eu lieu pour le centenaire de l'événement en 2008, et a donné lieu à l'émission d'un timbre de collection.

#### À Lauvallières
- école d’équitation ;
- tour avec canonnière portant un blason daté de 1604 ;
- ancienne brasserie ;
- ancien moulin Reignier : toujours flanqué de sa cheminée, il appartenait à la famille Lamy, puis Verner en 1860, puis Michaux en 1890, puis Esposito[Quand ?] ;
- ancien fort militaire portant une « Belle-Croix » datée 1908-1912 ;
- monument du bataillon de chasseurs de Prusse-Orientale no 1 : finement travaillé, il se compose d’un socle en pierre dont quelques éléments imitent des branches d'arbres. Une croix en forme d'arbre s’élève sur celui-ci. Sur ses bras serpente une guirlande sculptée dans la pierre. Au pied, sur le socle, une plaque de marbre porte l’inscription : « Dettlef von Arnim, lieutenant au bataillon, né le 7 juin 1844, tombé le 14 août 1870 » lors de la bataille de Borny-Colombey. Le monument est entouré d’une grille en fer forgé.

### Personnalités liées à la commune
- Honoré de Noisseville[réf. nécessaire]
- Hubert Vion, né à Noisseville le 10 décembre 1820 et décédé le 27 novembre 1896. Louis Jouve le présente comme vicaire de Noisseville en 1861[23]. Vion est nommé curé de Bazoncourt en 1869 et le resta jusqu'à sa mort[24]. En 1870, il est arrêté par les allemands et condamné à mort pour espionnage. Le  général allemand Manteuffel récemment nommée commandant de l'état major, refusa de ratifier cette condamnation qui fut commuée en peine de prison[25]. Maîtrisant le patois lorrain roman, l'abbé Vion est l'auteur de plusieurs documents dans cette langue ; notamment en 1861 de "Vaïège en Angleterre à l'occasion de l'exposition universelle de 1851 pè ïn affant de Noesfelle"[23]. Bien que cela ne soit pas signé, Louis Jouve pense que l'abbé Vion est l'auteur des "tribulations des habitants de Noesfelle au sujet d'lè réparation d'zous motin" publié en 1847[23] (la réparation de leur église). Lucien Adam, auteur de l'ouvrage "les patois lorrains", le cite comme référent. Dans la biographie de son œuvre magistrale "Le dictionnaire des patois lorrains romans de Moselle", Léon Zéliqzon cite le projet de dictionnaire patois de l'abbé Vion. Ce dernier eut l'audace d'adresser un compliment en patois à Guillaume II en visite dans la région, et ce, malgré l'interdiction d'employer toute autre langue que l'Allemand dans les régions annexées. Il fut membre puis Président de l'Académie de Metz[24].

### Héraldique
| Blason de Noisseville | Blason  | D'argent au dextrochère d'azur tenant une épée du même, mouvant d'une nuée du champ, à la croix patriarcale de gueules brochant sur la lame de l'épée. |
| Blason de Noisseville | Détails | |

## Pour approfondir